# ألبرت لوفيرا
ألبرت لوفيرا (بالكتالونية: Albert Llovera Massana)‏ مواليد 11 سبتمبر 1966، هو سائق راليات أندوري سابق بدأ مسيرته في سنة 2001. كان أول رالي له هو رالي كتالونيا 2001. شارك في بطولة العالم للراليات. تسابق في رالي التحدي عبر القارات.

## روابط خارجية
- ألبرت لوفيرا على موقع eWRC-results.com (الإنجليزية)
- ألبرت لوفيرا على موقع اللجنة الأولمبية الدولية (الإنجليزية)
- ألبرت لوفيرا على موقع أوليمبيديا (الإنجليزية)